# Blowin' Your Mind!
| Recensione                        | Giudizio    |
| --------------------------------- | ----------- |
| AllMusic                          | [ 2 ]       |
| The New Rolling Stone Album Guide | [ 3 ]       |
| Sputnikmusic                      | 3.6 (Great) |
| Piero Scaruffi                    | [ 5 ]       |
| Ondarock                          | [ 6 ]       |
| Dizionario del Pop-Rock           | [ 7 ]       |
| 24.000 dischi                     | [ 8 ]       |

Blowin' Your Mind! è il primo album discografico in studio del musicista britannico Van Morrison, pubblicato nel settembre del 1967.

## Storia
Il disco è stato registrato nel marzo del 1967 e pubblicato nel settembre seguente. La produzione è di Bert Berns.
Il primo singolo Brown Eyed Girl rappresenta il primo brano di successo di Van Morrison (n. 10 il 30 settembre 1967 della classifica Billboard The Hot 100). Contiene il bellissimo brano " TB Sheets ", un racconto struggente e drammatico.
L'album raggiunse la 182ª posizione della classifica statunitense Billboard 200 il 21 ottobre 1967.

## Tracce
Lato A
Testi e musiche di Van Morrison, eccetto dove indicato.
1. Brown Eyed Girl – 3:06 – Registrato il 28 marzo 1967 a New York
2. He Ain't Give You None – 5:11 – Registrato il 29 marzo 1967 a New York
3. T.B. Sheets – 9:44 – Registrato il 29 marzo 1967 a New York

Lato B
Testi e musiche di Van Morrison, eccetto dove indicato.
1. Spanish Rose – 3:09 – Registrato il 29 marzo 1967 a New York
2. Goodbye Baby (Baby Goodbye) – 2:51 (Bert Berns, Wes Farrell) – Registrato il 28 marzo 1967 a New York
3. Ro Ro Rosey – 3:07 – Registrato il 28 marzo 1967 a New York
4. Who Drove the Red Sports Car – 5:26 – Registrato il 29 marzo 1967 a New York
5. Midnight Special – 2:45 (Tradizionale; arrangiamento di Bert Berns) – Registrato il 28 marzo 1967 a New York

Edizione CD del 1998, pubblicato dalla Epic Records (ZK 65751)
Testi e musiche di Van Morrison, eccetto dove indicato.
1. Brown Eyed Girl – 3:03
2. He Ain't Give You None – 5:13
3. T.B. Sheets – 9:44
4. Spanish Rose – 3:06
5. Goodbye Baby (Baby Goodbye) – 2:57 (Bert Berns, Wes Farrell)
6. Ro Ro Rosey – 3:03
7. Who Drove the Red Sports Car – 5:35
8. Midnight Special – 2:51 (Tradizionale; arrangiamento di Bert Berns)
9. Spanish Rose – 3:38 – Bonus Track - Alternate Take
10. Ro Ro Rosey – 3:09 – Bonus Track - Alternate Take
11. Goodbye Baby (Baby Goodbye) – 2:39 (Bert Berns, Wes Farrell) – Bonus Track - Alternate Take
12. Who Drove the Red Sports Car – 3:49 – Bonus Track - Alternate Take
13. Midnight Special – 2:46 (Tradizionale; arrangiamento di Bert Berns) – Bonus Track - Alternate Take

## Musicisti
Brown Eyed Girl / Goodbye Baby (Baby Goodbye) / Ro Ro Rosey / Midnight Special
- Van Morrison - voce
- Van Morrison - armonica (brani: Ro Ro Rosey e Midnight Special)
- Garry Sherman - organo
- Al Gorgoni - chitarra
- Hugh McCracken (o) Donald Thomas - chitarra
- Bob Bushnell (o) Russell Savakus - basso
- Herb Lovelle (o) Gary Chester - batteria
- Jeff Barry - accompagnamento vocale - coro (brano: Brown Eyed Girl), tamburello
- Cissy Houston - accompagnamento vocale - coro
- Dee Dee Warwick - accompagnamento vocale - coro
- Myrna Smith - accompagnamento vocale - coro
- Bert Berns - accompagnamento vocale - coro
- Brooks Arthur - accompagnamento vocale - coro

He Ain't Give You None / T.B. Sheets / Spanish Rose / Who Drove the Red Sports Car
- Van Morrison - voce
- Van Morrison - armonica (brano: T.B. Sheets)
- Arie Butler - organo (brani: T.B. Sheets e He Ain't Give You None)
- Paul Griffin - pianoforte (brani: He Ain't Give You None e Who Drove the Red Sports Car)
- Eric Gale - chitarra
- Hugh McCracken (o) Donald Thomas - chitarra, chitarra acustica
- Bob Bushnell (o) Russell Savakus - basso elettrico
- Herbie Lovelle (o) Gary Chester - batteria
- George Devens (o) Jeff Barry - tambourine[1]

Note aggiuntive
- Bert Berns - produttore e supervisore
- Gary Sherman - supervisore musicale
- Registrazioni effettuate il 28 e 29 marzo 1968 al A&R Recording Studio A di New York
- Arthur Brooks - ingegnere delle registrazioni
- Rodriguez of Los Angeles - fotografia copertina album[13]